# Empis subinfumata
Empis subinfumata är en tvåvingeart som beskrevs av Malloch 1923. Empis subinfumata ingår i släktet Empis och familjen dansflugor. Inga underarter finns listade i Catalogue of Life.